# Medicina ambientale
La medicina ambientale è una branca multidisciplinare della medicina che studia l'influenza dei fattori ambientali sull'insorgenza delle patologie. L'ambiente, oltre a rappresentare la fonte da cui gli esseri umani ricavano l'ossigeno, le sostanze nutritive e l'acqua fondamentali per la vita, nonché il luogo in cui si svolge l'attività sociale e quella lavorativa, rappresenta anche una potenziale causa o vettore di patologie fra le quali spiccano: danni provocati dalle radiazioni, effetti dell'inquinamento atmosferico, intossicazioni e avvelenamenti, tumori, e malattie infettive. Campi di interesse di questa disciplina sono quindi la qualità dell'acqua in relazione alla salute umana, gli effetti del tempo meteorologico e del clima sulla salute, l'inquinamento, l'uso di fitofarmaci e altre sostanze derivate da attività umana, lo stile di vita, e l'epidemiologia.
L'allergologo statunitense Theron G. Randolph, che descrisse la sensibilità chimica multipla, è ritenuto essere il pioniere della medicina ambientale con la sua pubblicazione Human ecology and susceptibility to the chemical environment (1961).
La metodica e prassi della medicina ambientale si basa sugli studi epidemiologici, la sorveglianza e monitoraggio di malattie e agenti, e la valutazione e gestione del rischio per la rilevazione, prevenzione e controllo delle malattie legate all'ambiente.

## Rischi ambientali
Riprendendo la definizione data dall'Organizzazione mondiale della sanità, in medicina ambientale l'ambiente viene definito nel seguente modo: «L'ambiente è tutti i fattori fisici, chimici e biologici esterni all'ospite umano, e tutti i comportamenti correlati, ma escludendo quegli ambienti naturali che non possono essere ragionevolmente modificati». Da questa definizione risulta evidente che la gestione ambientale è una delle possibili strategie adottabili per risolvere i problemi legati alla salute.
La risposta di un singolo individuo alle influenze ambientali è legata alla sua costituzione genetica (o ambiente interno). I rischi ambientali possono essere di tre tipi: fisici, biologici, e umani. I rischi fisici includono la radiazione solare, le condizioni meteo-climatiche e la radioattività. La prolungata esposizione alle radiazioni può provocare ustioni della pelle, tumori, mutazioni genetiche e altre modificazioni biologiche. I fattori meteo-climatici, oltre ad avere effetti sulla fisiologia umana, possono agire in diversi modi. Il vento può avere un ruolo nella dispersione atmosferica di pollini (allergeni) e inquinanti, mentre l'acqua che si deposita sul terreno sotto forma di precipitazioni dilava le sostanze chimiche ivi presenti con la possibilità di contaminazione delle falde acquifere da parte di fitofarmaci impiegati in agricoltura o di metalli pesanti; l'acqua trasporta inoltre microrganismi responsabili di svariate malattie infettive tra cui colera, tifo, ed epatite, e oltre a ciò nelle zone umide possono proliferare insetti come la zanzara Anopheles implicata nell'insorgenza della malaria.
 I rischi biologici sono legati ai microrganismi che sono in grado di provocare una malattia. Esiste una relazione tra questi agenti patogeni, la malattia che essi causano, e l'ambiente fisico e umano: ciascuno di questi elementi è inevitabilmente legato all'ambiente geografico. Ad esempio il colera, provocato da Vibrio cholerae, è ritenuto essere endemico in luoghi caratterizzati dalla presenza di alte temperature, bassopiani, e corpi idrici ricchi di sali e materia organica e situati al riparo dalla luce solare e dalla pioggia.
 I rischi umani comprendono fattori come la densità di popolazione, l'attività umana, il benessere socioeconomico e il livello occupazionale, la dieta e lo stile di vita. Alla sovrappopolazione, con lo scarseggiare di risorse naturali disponibili in relazione all'elevato numero di abitanti, si associa un basso livello socioeconomico e malnutrizione che predispongono allo sviluppo di malattie. L'attività umana può essere causa di malattie professionali, come l'antracosi dei minatori o l'asbestosi di chi è venuto in contatto con l'amianto, e di inquinamento atmosferico con il rilascio di sostanze chimiche nell'ambiente.